# Congregation of the Sisters of Bon Secours

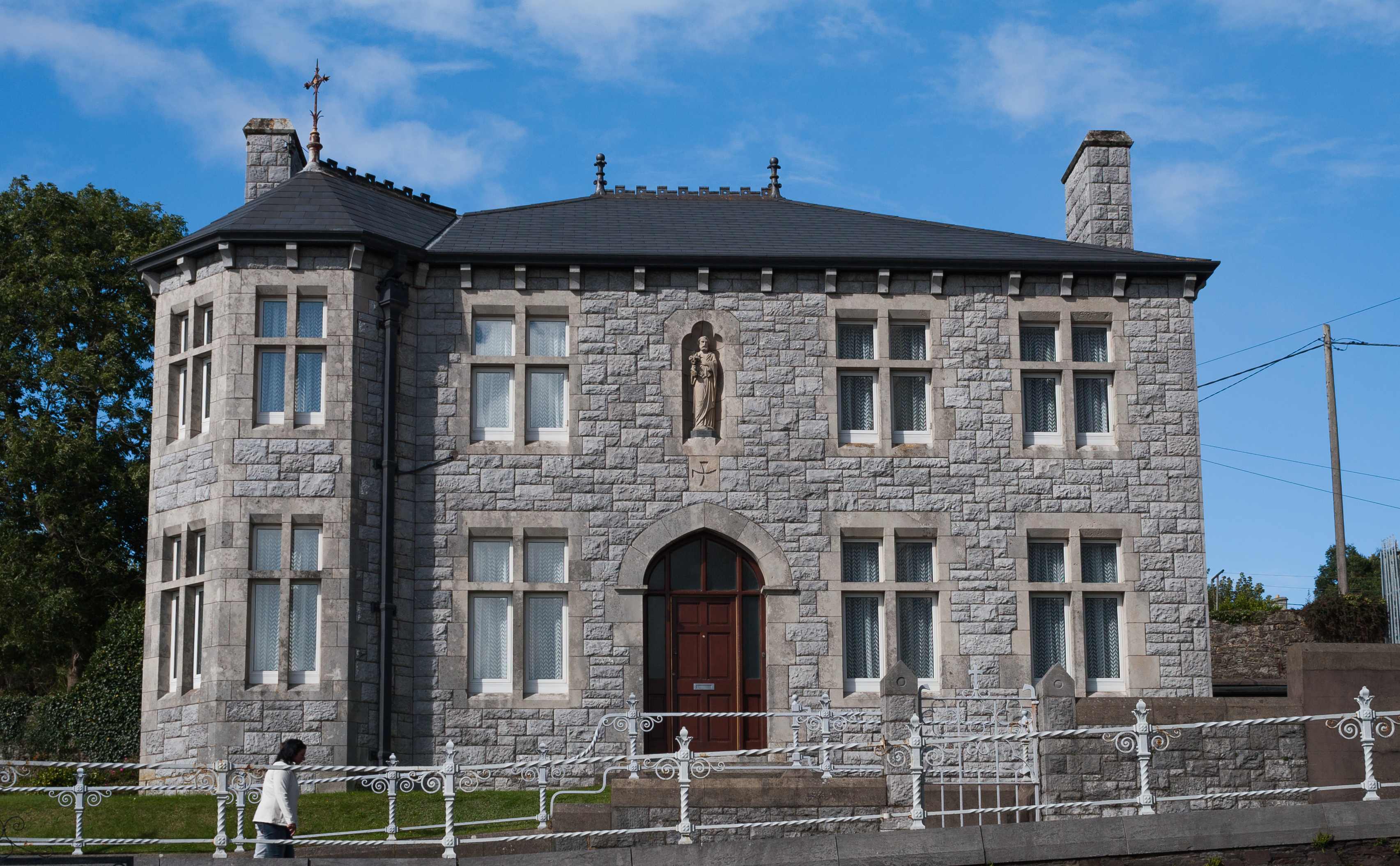
Klostergebäude der Bon Secours-Schwestern nördlich der Kathedrale Cork, am Cathedral Place. 1910 von Denis Creedon nach Entwürfen des Corker Architekten Samuel Francis Hynes erbaut.

Die Congregation of the Sisters of Bon Secours (französisch Congrégation des Sœurs de Bon Secours,
deutsch Kongregation der Schwestern von Bon Secours, bon secours = „gute Hilfe“) ist ein römisch-katholischer Frauenorden zur Krankenpflege.

## Geschichte
Die Kongregation wurde 1824 in Paris gegründet. Zwölf junge Schwestern unter der Führung von Schwester Josephine Potel (1799–1826) lebten in einer Gemeinschaft, besuchten arme Kranke und Sterbende zu Hause und pflegten sie. Die Schwestern suchten die Wohnungen der Menschen in Not auf und blieben, wenn es die Situation erforderte, auch über längere Zeit vor Ort, selbst wenn sie als religiöse Frauen in der damaligen Zeit öffentliche Kritik riskierten. Später erfolgten Gründungen von Zweigstellen in Irland (1861), London (1870), den Vereinigten Staaten (1881), Peru (1966) und Südafrika (2008).
In Irland gründeten die Sisters of Bon Secours 1915 in Cork und 1921 in Tralee private Hospitäler. Inzwischen betreibt die Ordensgemeinschaft eine der größten privaten Klinik-Gruppen in Irland.

## Die toten Kinder im Heim von Tuam
Bis 1961 wirkte die Kongregation unter anderem auch im St. Mary’s Mother and Baby Home in Tuam, Irland. Dort wurde bereits Ende der 1980er-Jahre in einem ausgedienten Abwassertank ein Massengrab mit rund 800 Kinderleichen entdeckt, aber keine weitere Aufklärung durchgeführt. Die Kongregation verwies darauf, dass alle damaligen Schwestern bereits verstorben seien. Im Jahre 2013 wurde The Children’s Home Graveyard Committee gegründet, die sich zur Aufgabe gestellt hat, die Erinnerung an diese Kinder durch die Errichtung einer Gedenkstätte zu pflegen.